# بيير ماري دونغ
بيير ماري دونغ (1945 - 2006) (بالفرنسية: Pierre-Marie Dong)‏ مخرج سينمائي غابوني، كان أيضًا وزيرا للثقافة في الغباون في نهاية حياته. يعتبر أحد رواد السينما الغابونية، رُفقة تشارلز مينساه وسيمون أوجي.

## مسيرته
ولد بيير ماري دونغ في ليبرفيل.
تم دعم أفلام دونغ الأولى من قبل شركة التلفزيون الوطنية الغابونية. فاز فيلمه القصير (Sur le sentier du Requiem) بالجائزة الثانية في المهرجان الأفريقي للسينما والتلفزيون في واغادوغو (فيسباكو) 1972. في العام التالي، فاز فيلمه (Identité) بجائزة الفيلم الأفريقي الأصيل في الدورة الرابعة سنة 1973. تناقش أفلامه معضلات الهوية والاغتراب التي يشعر بها الأفارقة الغربيون.
تم اختيار فيلمه (Identité) لافتتاح مهرجان فيسباكو في عام 2013.
شغل دونغ رئيسا للمجلس الوطني للاتصالات (CNC). في يناير 2006 عُيّن وزيرا للثقافة في الغابون. توفي في 11 ديسمبر 2006 في ليبرفيل.

## أفلام
- Carrefour humain :1969. فيلم قصير
- 1970: Lésigny. فيلم قصير
- Sur le sentier du Requiem :1971. فيلم قصير
- Identité :1972
- 1977: Obali، (مع تشارلز منساه)
- 1978: Ayouma، (مع تشارلز منساه)
- Demain, un jour nouveau :1979

## روابط خارجية
- بيير ماري دونغ على موقع IMDb (الإنجليزية)